# Departamento Capital (Misiones)
El departamento Capital se encuentra ubicado en el extremo suroeste de la provincia de Misiones, Argentina.
Limita con los departamentos de Candelaria, Leandro N. Alem y Apóstoles, con la provincia de Corrientes y con la República del Paraguay, separada por el río Paraná.
Tiene una superficie de 932 km², equivalente al 3,13 % del total de la provincia. Su población era de 324.756 habitantes, según el censo de 2010 (INDEC).

## Origen del nombre
Recibe el nombre de Capital desde 1895, cuando por razones de gobierno se divide administrativamente (por Decreto en 14 departamentos) el Territorio Nacional de Misiones. Por infraestructura, ubicación y población, la ciudad de Posadas (cedida por Corrientes) se constituye en cabecera.

## Aspecto físico
El Departamento se ubica en la peniplanicie del Sur; de relieve suavemente ondulado, con colinas aisladas de pocas pendientes que separan los cursos de los arroyos.
Al sur, la altura aumenta sensiblemente por la cercanía de la sierra de San José, el Cerro Galarza que alcanza 230 m.

## Clima
Las condiciones climáticas son propias del trópico, sin estación seca.
La Ciudad de Posadas tiene una temperatura media anual de 21 °C, siendo la amplitud térmica de 10 °C; la precipitación media anual es de 3000 mm, con un promedio anual de 150 días de lluvias.

## Hidrografía

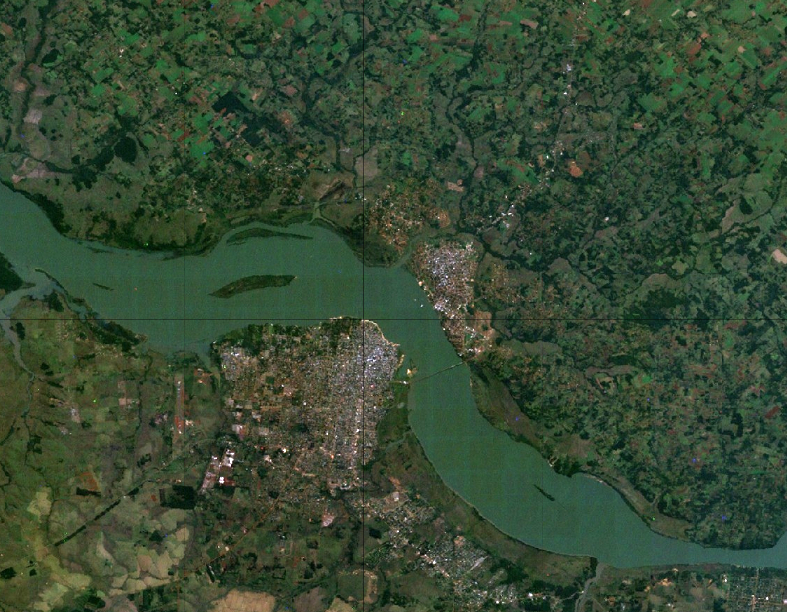
Fotografía satélite de las ciudades de Posadas (inferior) y Encarnación (superior), separadas por el río Paraná.

Los arroyos colectores que recorren el Departamento fluyen, en general, de sur a norte y desaguan en el río Paraná, el arroyo Garupá, que constituye el límite interdepartamental, en su último tramo, recibe por la margen izquierda el aporte del arroyo Pindapoy Chico y Negro. El arroyo Zaimán, que recibe al arroyo Estepa, en su tramo final atraviesa la zona urbana sur de Posadas, teniendo sus aguas un alto grado de contaminación.
El arroyo Mártires, que constituye el límite natural de la extensión de la ciudad de Posadas por el Oeste, también presenta un alto grado de contaminación en su curso inferior. Surcan su territorio otros arroyos: Vicario, Divisa.
Finalmente, el arroyo Itaembé (orilla de piedra) constituye el límite interprovincial con Corrientes.

## Asentamientos informales
En el primer semestre de 2013, según la definición utilizada por la organización de la sociedad civil TECHO, existían en el Departamento Capital de Misiones 72 asentamientos informales. Se estima que viven en ellos aproximadamente 15.800 familias.
Cabe destacar la gran disparidad en el número de familias que viven en cada asentamiento informal, que va desde 10 familias en el barrio Sauuer de Garupá hasta 1600 familias en el barrio Chacra 181 de Posadas, de acuerdo a las estimaciones de los referentes. La mediana es de 135 familias.

## Población
Su población fue de 392 919 habitantes, según el censo 2022 (INDEC) frente a los 354 756 habitantes (Indec,2010) del censo anterior, lo que representó un incremento del 21% mayor al crecimiento provincial que fue del 16,1%.Estos datos le valieron tener la mayor población y densidad, junto con el tercer mayor crecimiento poblacional de la provincia.